# Sport Club Barreiro
O Sport Club Barreiro é um clube de futebol português fundado em 1951 e sediado na freguesia de Porto Judeu, localizado na cidade de Angra do Heroísmo, Açores.
Os seus jogos em casa são disputados no Campo do Sport Club Barreiro foi remodelado em 2001 e possui 300 lugares.

## Títulos
- 1.ª Divisão da AF Angra do Heroísmo (2): 2008/09, 2011/12[1]